# Årets unga konstnär
Årets unga konstnär (finska: Vuoden nuori taiteilija) är ett årligt pris och evenemang  anordnat av Tammerfors Konstmuseum och Tammerfors stad. Syftet är att stödja under 35 år gamla finländska konstnärer, som bedöms ha en god framtidsspotential. Priset och evenemanget initierades 1984 av Tammerfors Juniorhandelskammare och avser samtidigt att befrämja finländsk samtidskonst. 
I expertkommittén som utser vinnaren ingår bland andra representanter för Tammerfors konstmuseum, Konstnärsgillet i Finland, Konstnärsgillet i Tammerfors och Tammerfors konstnärsförening. Sedan 1989 är chefen för Tammerfors konstmuseum ordförande för kommittén. 

## Priset
Årets unga konstnär erhåller ett stipendium från Tammerfors stad, vars belopp idag uppgår till 20.000 euro. I priset ingår att vald konstnär får anordna en separatutställning i Tammerfors Konstmuseum, som presenteras i en särskilt framtagen utställningskatalog. Separatutställningen vid Tammerfors konstmuseum äger i regel rum cirka ett år efter att årets unga konstnär utsetts.

## Stipendiemottagare[1]
- 1985 Kristian Krokfors (ytterligare stipendiemottagare: Kari Cavén, Markku Kivinen, Taisto Rauta)
- 1986 Tero Laaksonen (ytterligare stipendiemottagare: Martti Aiha, Cris af Enehielm, Kuutti Lavonen, Tapani Mikkonen)
- 1987 Radoslaw Gryta (ytterligare stipendiemottagare: Pekka Kauhanen, Tuula Lehtinen, Harri Leppänen, Teemu Saukkonen)
- 1988 Outi Kirves  (ytterligare stipendiemottagare: Marikki Hakola, Marja Kanervo)
- 1989 Mari Rantanen (ytterligare stipendiemottagare: Jan-Erik Andersson, Anita Jensen)
- 1990 Eija-Liisa Ahtila, Maria Ruotsala, Jarmo Kurki, Juha Saitajoki
- 1991 Markus Konttinen
- 1992 Osmo Rauhala
- 1993 Paavo Räbinä
- 1994 Susanne Gottberg
- 1995 Esko Männikkö
- 1996 Kaisu Koivisto
- 1997 Grönlund–Nisunen (Tommi Grönlund och Petteri Nisunen)
- 1998 Frank Kappas
- 1999 Janne Kaitala, Jukka Korkeila, Janne Räisänen
- 2000 Nanna Susi
- 2001 Tülay Schakir
- 2002 Ulrika Ferm
- 2003 Samu Raatikainen
- 2004 Kim Simonsson
- 2005 Viggo Wallensköld
- 2006 Heta Kuchka
- 2007 Hans-Christian Berg
- 2008 Samuli Heimonen
- 2009 Hannu Karjalainen
- 2010 Anni Leppälä
- 2011 Anna Tuori
- 2012 Ari Pelkonen
- 2013 Jarno Vesala
- 2014 Janne Nabb och Maria Teeri
- 2015 Ville Andersson
- 2016 Reima Nevalainen
- 2017 Tiina Pyykkinen
- 2018 J.A. Juvani
- 2019 Nastja Säde Rönkkö[2][3]